# UAE Tour 2022
Die UAE Tour 2022 war die 4. Austragung des Etappenrennens in den Vereinigten Arabischen Emiraten. Das Radrennen fand vom 20. bis zum 26. Februar 2022 im Rahmen von sieben Etappen statt und war das erste Rennen der UCI WorldTour 2022.
Die Gesamtwertung gewann der Slowene Tadej Pogačar (UAE Team Emirates) vor Adam Yates (Ineos Grenadiers) und Pello Bilbao (Bahrain Victorious). Die Punktewertung ging an Jasper Philipsen (Alpecin-Fenix) und die Zwischensprintwertung an Dmitri Strachow (Gazprom-RusVelo). Die Mannschaftswertung gewann das UAE Team Emirates.

## Streckenführung
Insgesamt legten die Fahrer in den sieben Etappen 1058 Kilometer zurück. Es standen vier flache Etappen und zwei Bergankünfte sowie ein Einzelzeitfahren am Programm. Die Strecke führte zunächst von Madinat Zayed durch die Rub al-Chali Wüste. Anschließend machte die Rundfahrt in den Städten Abu Dhabi und Adschman an der Küste des Persischen Golfes halt. Nach einem kurzen Abstecher in das Hadschar-Gebirge kehrte die Rundfahrt an die Küste zurück mit Zielankünften auf der Al Marjan Island und in Dubai. Die letzte Etappe endete mit einer Bergankunft auf dem Jebel Hafeet.
| Etappe         | Datum                | Strecke                                     | Typ               | km   |
| -------------- | -------------------- | ------------------------------------------- | ----------------- | ---- |
| 1              | So, 20. Februar 2022 | Madinat Zayed – Madinat Zayed               | Flachetappe       | 185  |
| 2              | Mo, 21. Februar 2022 | Hudayriyat Island – Abu Dhabi, Breakwater   | Flachetappe       | 173  |
| 3              | Di, 22. Februar 2022 | Adschman – Adschman                         | Einzelzeitfahren  | 9    |
| 4              | Mi, 23. Februar 2022 | Fudschaira – Jebel Jais                     | Hochgebirgsetappe | 181  |
| 5              | Do, 24. Februar 2022 | Ra’s al-Chaima, Corniche – Al Marjan Island | Flachetappe       | 182  |
| 6              | Fr, 25. Februar 2022 | Dubai, Expo 2020 – Dubai, Expo 2020         | Flachetappe       | 180  |
| 7              | Sa, 26. Februar 2022 | Al-Ain – Jebel Hafeet                       | Hochgebirgsetappe | 148  |
| Gesamtdistanz: | Gesamtdistanz:       | Gesamtdistanz:                              | Gesamtdistanz:    | 1058 |

## Reglement
Im Rahmen der 4. Auflage wurden Trikots für die Gesamtwertung (rot), Punktwertung (grün), Zwischensprintwertung (schwarz) und Nachwuchswertung (weiß) vergeben.
Die Punktewertung setzte sich aus den Zielankünften und den Zwischensprints zusammen. Pro Etappe (mit Ausnahme des Zeitfahrens) wurden zwei Zwischensprints ausgetragen, die im Kampf um das schwarze Trikot von Bedeutung waren. Zudem gab es die Möglichkeit Zeitbonifikationen zu gewinnen, um sich in der Gesamtwertung zu verbessern. Die Vergabe der Sekunden sowie der Punkte wird in der folgenden Tabelle erklärt.
|                 |                | 1. | 2. | 3. | 4. | 5. | 6. | 7. | 8. | 9. | 10. | Platz    |
| Punktewertung   | Zielankunft    | 20 | 16 | 12 | 9  | 7  | 5  | 4  | 3  | 2  | 1   | Punkte   |
| Punktewertung   | Zwischensprint | 8  | 5  | 3  | 1  |    |    |    |    |    |     | Punkte   |
| Bonussekununden | Zielankunft    | 10 | 6  | 4  |    |    |    |    |    |    |     | Sekunden |
| Bonussekununden | Zwischensprint | 3  | 2  | 1  |    |    |    |    |    |    |     | Sekunden |

## Teilnehmende Mannschaften und Fahrer
Neben 17 UCI WorldTeams standen drei UCI ProTeams am Start. Das Team Cofidis nahm als einziges WorldTeam nicht an dem Rennen teil. Nicht alle Teams nutzten die Möglichkeit sieben Fahrer aufzustellen: AG2R Citroën, Quick-Step Alpha Vinyl, Ineos Grenadiers, Israel-Premier Tech, Jumbo-Visma, Alpecin-Fenix, Bardiani CSF Faizanè (jeweils 6 Fahrer), Intermarché-Wanty-Gobert Matériaux, Trek-Segafredo (jeweils 5 Fahrer) und Lotto Soudal (4 Fahrer). Denis Nekrasov (Gazprom-RusVelo) ging bei der ersten Etappe nicht an den Start.
Als Favorit galt der Slowene Tadej Pogačar (UAE Team Emirates). Der amtierende Tour-de-France-Sieger, bestritt in der Heimat seines Teams sein erstes Etappenrennen der Saison. Mit seinem Teamkollegen João Almeida, Adam Yates (Ineos Grenadiers), Alexander Wlassow (Bora-Hansgrohe), Tom Dumoulin (Jumbo-Visma), Fausto Masnada (Quick-Step Alpha Vinyl) und Romain Bardet (DSM) standen weitere starke Gesamtwertungsfahrer am Start.
Bei den Flachetappen, galten die Sprinter Sam Bennett (Bora-Hansgrohe), Mark Cavendish (Quick-Step Alpha Vinyl), Dylan Groenewegen (Team BikeExchange-Jayco), Arnaud Démare (Groupama-FDJ), Pascal Ackermann (UAE Team Emirates), Jasper Philipsen (Alpecin-Fenix), Elia Viviani (Cofidis) und Cees Bol (Team DSM) als mögliche Etappensieger.
Im Zeitfahren der dritten Etappe zählten der amtierende Zeitfahrweltmeister Filippo Ganna (Ineos Grenadiers) und Stefan Bissegger (EF Education-EasyPost) zu den Favoriten.
| UCI WorldTeams | UCI WorldTeams        | UCI WorldTeams | UCI WorldTeams                    | UCI WorldTeams | UCI WorldTeams          | UCI ProTeams | UCI ProTeams         |
| -------------- | --------------------- | -------------- | --------------------------------- | -------------- | ----------------------- | ------------ | -------------------- |
| ACT            | AG2R Citroën Team     | IGD            | Ineos Grenadiers                  | BEX            | Team BikeExchange-Jayco | AFC          | Alpecin-Fenix        |
| AST            | Astana Qazaqstan Team | IWG            | Intermaché-Wanty-Gobert Matériaux | DSM            | Team DSM                | BCF          | Bardiani CSF Faizanè |
| TBV            | Bahrain Victorious    | IPT            | Israel-Premier Tech               | TFS            | Trek-Segafredo          | GAZ          | Gazprom-RusVelo      |
| BOH            | Bora-Hansgrohe        | TJV            | Jumbo-Visma                       | UAD            | UAE Team Emirates       |              |                      |
| COF            | Cofidis               | LTS            | Lotto Soudal                      |                |                         |              |                      |
| EFE            | EF Education-EasyPost | MOV            | Movistar Team                     |                |                         |              |                      |
| GFC            | Groupama-FDJ          | QST            | Quick-Step Alpha Vinyl Team       |                |                         |              |                      |

## Rennverlauf und Ergebnisse
Die erste Etappe endete in einem Massensprint, der von Jasper Philipsen (Alpecin-Fenix) vor Sam Bennett (Bora-Hansgrohe) und Elia Viviani (Ineos Grenadiers) gewonnen wurde. Jasper Philipsen schlüpfte zudem als erster Fahrer in das rote Trikot des Gesamtführenden. Im Massensprint der zweiten Etappe setzte sich Mark Cavendish (Quick-Step Alpha Vinyl) vor Jasper Philipsen durch, der das rote Trikot verteidigte.
Das Zeitfahren der dritten Etappe gewann Stefan Bissegger (EF Education-EasyPost) mit einem Vorsprung von 7 Sekunden auf Filippo Ganna (Ineos Grenadiers). Tom Dumoulin (Jumbo-Visma) belegte als bester Gesamtklassement-Fahrer den dritten Rang. Mit wenigen Sekunden Rückstand folgten mit Tadej Pogačar, João Almeida (beide UAE Team Emirates), Alexander Wlassow (Bora-Hansgrohe) und Adam Yates (Ineos Grenadiers) die weiteren Favoriten auf den Gesamtsieg. Stefan Bissegger übernahm das rote Trikot von Jasper Philipsen.
Die vierte Etappe endete mit einer Bergankunft auf dem Jebel Jais (1458 m). Die Etappe gewann Tadej Pogačar zeitgleich vor Adam Yates und Alexander Wlassow. Sowohl der Gesamtführende Stefan Bissegger als auch Tom Dumoulin verloren über 5 Minuten und fielen in der Gesamtwertung zurück. Tadej Pogačar übernahm das rote Trikot mit 2 Sekunden Vorsprung auf Filippo Ganna. Alexander Wlassow und Adam Yates blieben mit 13 bzw. 15 Sekunden Rückstand immer noch in Schlagdistanz.
Auf der fünften Etappe siegte erneut Jasper Philipsen in einem Massensprint. Tadej Pogačar baute seine Führung in der Gesamtwertung aus, da er beim ersten Zwischensprint 2 Bonussekunden holte. Alexander Wlassow holte als dritter ebenfalls eine Bonussekunde. Die sechste Etappe wurde von Mathias Vacek (Gazprom-Rusvelo) gewonnen, der Teil einer sechsköpfigen Ausreißergruppe war, die sich kurz nach dem Start von dem Peloton absetzte. Der Tscheche setzte sich im Zielsprint vor Paul Lapeira (AG2R Citroën Team) und Dmitri Strachow (Gazprom-RusVelo) durch. Das Peloton erreichte mit 15 Sekunden Rückstand angeführt von Jasper Philipsen das Ziel. In den vorderen Rängen der Gesamtwertung kam es zu keiner Veränderung.
Auf der siebten und letzten Etappe versuchte Adam Yates mit zwei Angriffen auf dem Jebel Hafeet (1025 m) den gesamtführenden Tadej Pogačar zu distanzieren. Dies gelang dem Briten jedoch nicht. Tadej Pogačar gewann die Etappe im Zielsprint und sicherte sich zum zweiten Mal nach 2021 die Gesamtwertung der UAE Tour. Dritter der Etappe wurde Pello Bilbao (Bahrain Victorious), der Alexander Wlassow damit vom Rundfahrtpodest stieß.
Etappe 1: Madinat Zayed – Madinat Zayed (185 km)
Die erste Etappe startete in Madinat Zayed und führte Richtung Süden bis zur Moreeb-Düne, wo ein Zwischensprint ausgetragen wurde. Nach einem zweiten Zwischensprint in der Liwa-Oase führte die Strecke zurück nach Madinat Zayed.
| Platz | Fahrer            | Nation | Team                               | Zeit                   |
| ----- | ----------------- | ------ | ---------------------------------- | ---------------------- |
| 01.   | Jasper Philipsen  | BEL    | Alpecin-Fenix                      | 4:42:34 h (39,07 km/h) |
| 02.   | Sam Bennett       | IRL    | Bora-Hansgrohe                     | "                      |
| 03.   | Elia Viviani      | ITA    | Ineos Grenadiers                   | "                      |
| 04.   | Dylan Groenewegen | NED    | Team BikeExchange-Jayco            | "                      |
| 05.   | Emīls Liepiņš     | LVA    | Trek-Segafredo                     | "                      |
| 06.   | Arnaud Démare     | FRA    | Groupama-FDJ                       | "                      |
| 07.   | Max Kanter        | GER    | Movistar Team                      | "                      |
| 08.   | Olav Kooij        | NED    | Jumbo-Visma                        | "                      |
| 09.   | Tom Devriendt     | BEL    | Intermarché-Wanty-Gobert Matériaux | "                      |
| 10.   | Pascal Ackermann  | GER    | UAE Team Emirates                  | "                      |

| Platz | Fahrer             | Nation | Team                    | Zeit       |
| ----- | ------------------ | ------ | ----------------------- | ---------- |
| 01.   | Jasper Philipsen   | BEL    | Alpecin-Fenix           | 4:42:24 h  |
| 02.   | Sam Bennett        | IRL    | Bora-Hansgrohe          | + 0:04 min |
| 03.   | Dmitri Strachow    | RUS    | Gazprom-RusVelo         | "          |
| 04.   | Elia Viviani       | ITA    | Ineos Grenadiers        | + 0:06 min |
| 05.   | Alessandro Tonelli | ITA    | Bardiani CSF Faizanè    | "          |
| 06.   | Xandres Vervloesem | BEL    | Lotto Soudal            | + 0:08 min |
| 07.   | Dylan Groenewegen  | NED    | Team BikeExchange-Jayco | + 0:10 min |
| 08.   | Emīls Liepiņš      | LVA    | Trek-Segafredo          | "          |
| 09.   | Arnaud Démare      | FRA    | Groupama-FDJ            | "          |
| 10.   | Max Kanter         | GER    | Movistar Team           | "          |

Etappe 2: Hudayriyat Island – Abu Dhabi, Breakwater (173 km)
Die zweite Etappe startete auf der Insel Hudayriyat und führte durch den Großraum von Abu Dhabi. Die Zwischensprints wurden nahe der Kamelrennbahn von Al Wathba und nahe dem Yas Marina Circuit ausgetragen.
| Platz | Fahrer              | Nation | Team                               | Zeit                   |
| ----- | ------------------- | ------ | ---------------------------------- | ---------------------- |
| 01.   | Mark Cavendish      | GBR    | Quick-Step Alpha Vinyl Team        | 4:20:45 h (40,49 km/h) |
| 02.   | Jasper Philipsen    | BEL    | Alpecin-Fenix                      | "                      |
| 03.   | Pascal Ackermann    | GER    | UAE Team Emirates                  | "                      |
| 04.   | Olav Kooij          | NED    | Jumbo-Visma                        | "                      |
| 05.   | Arnaud Démare       | FRA    | Groupama-FDJ                       | "                      |
| 06.   | Matteo Malucelli    | ITA    | Gazprom-RusVelo                    | "                      |
| 07.   | Emīls Liepiņš       | LVA    | Trek-Segafredo                     | "                      |
| 08.   | Tom Devriendt       | BEL    | Intermarché-Wanty-Gobert Matériaux | "                      |
| 09.   | Michael Schwarzmann | GER    | Lotto Soudal                       | "                      |
| 10.   | Marijn van den Berg | NED    | EF Education-EasyPost              | "                      |

| Platz | Fahrer             | Nation | Team                        | Zeit       |
| ----- | ------------------ | ------ | --------------------------- | ---------- |
| 01.   | Jasper Philipsen   | BEL    | Alpecin-Fenix               | 9:03:03 h  |
| 02.   | Dmitri Strachow    | RUS    | Gazprom-RusVelo             | + 0:04 min |
| 03.   | Mark Cavendish     | GBR    | Quick-Step Alpha Vinyl Team | + 0:06 min |
| 04.   | Sam Bennett        | IRL    | Bora-Hansgrohe              | + 0:10 min |
| 05.   | Pascal Ackermann   | GER    | UAE Team Emirates           | + 0:12 min |
| 06.   | Elia Viviani       | ITA    | Ineos Grenadiers            | "          |
| 07.   | Michael Kukrle     | CZE    | Gazprom-RusVelo             | "          |
| 08.   | Alessandro Tonelli | ITA    | Bardiani CSF Faizanè        | "          |
| 09.   | Xandres Vervloesem | BEL    | Lotto Soudal                | + 0:14 min |
| 10.   | Arnaud Démare      | FRA    | Groupama-FDJ                | + 0:16 min |

Etappe 3: Adschman – Adschman (9 km)
Die dritte Etappe wurde in Form eines Einzelzeitfahren in Adschman ausgetragen.
| Platz | Fahrer                | Nation | Team                  | Zeit                   |
| ----- | --------------------- | ------ | --------------------- | ---------------------- |
| 01.   | Stefan Bissegger      | SUI    | EF Education-EasyPost | 0:09:43 h (55,57 km/h) |
| 02.   | Filippo Ganna         | ITA    | Ineos Grenadiers      | + 0:07 min             |
| 03.   | Tom Dumoulin          | NED    | Jumbo-Visma           | + 0:14 min             |
| 04.   | Tadej Pogačar         | SLO    | UAE Team Emirates     | + 0:18 min             |
| 05.   | João Almeida          | POR    | UAE Team Emirates     | + 0:22 min             |
| 06.   | Mikkel Bjerg          | DEN    | UAE Team Emirates     | + 0:24 min             |
| 07.   | Stefan de Bod         | RSA    | Astana Qazaqstan Team | "                      |
| 08.   | Alexander Wlassow     | RUS    | Bora-Hansgrohe        | + 0:25 min             |
| 09.   | Johan Price-Pejtersen | DEN    | Bahrain Victorious    | + 0:26 min             |
| 10.   | Jasper Philipsen      | BEL    | Alpecin-Fenix         | + 0:28 min             |

| Platz | Fahrer            | Nation | Team                  | Zeit       |
| ----- | ----------------- | ------ | --------------------- | ---------- |
| 01.   | Stefan Bissegger  | SUI    | EF Education-EasyPost | 9:13:02 h  |
| 02.   | Filippo Ganna     | ITA    | Ineos Grenadiers      | + 0:07 min |
| 03.   | Jasper Philipsen  | BEL    | Alpecin-Fenix         | + 0:12 min |
| 04.   | Tom Dumoulin      | NED    | Jumbo-Visma           | + 0:14 min |
| 05.   | Tadej Pogačar     | SLO    | UAE Team Emirates     | + 0:18 min |
| 06.   | João Almeida      | POR    | UAE Team Emirates     | + 0:22 min |
| 07.   | Stefan de Bod     | RSA    | Astana Qazaqstan Team | + 0:24 min |
| 08.   | Alexander Wlassow | RUS    | Bora-Hansgrohe        | + 0:25 min |
| 09.   | Neilson Powless   | USA    | EF Education-EasyPost | + 0:28 min |
| 10.   | Adam Yates        | GBR    | Ineos Grenadiers      | + 0:29 min |

Etappe 4: Fudschaira, Fujairah Fort – Jebel Jais (181 km)
Die vierte Etappe startete in Fudschaira und führte vom Fujairah Fort durch das Hadschar-Gebirge. Nach zwei Zwischensprints endete die Etappe mit einem 20,6 Kilometer langen Anstieg auf dem 1458 Meter hohen Jebel Jais, dem höchsten Punkt der Rundfahrt.
| Platz | Fahrer            | Nation | Team                               | Zeit                   |
| ----- | ----------------- | ------ | ---------------------------------- | ---------------------- |
| 01.   | Tadej Pogačar     | SLO    | UAE Team Emirates                  | 4:49:24 h (37,52 km/h) |
| 02.   | Adam Yates        | GBR    | Ineos Grenadiers                   | "                      |
| 03.   | Alexander Wlassow | RUS    | Bora-Hansgrohe                     | "                      |
| 04.   | Ruben Guerreiro   | POR    | EF Education-EasyPost              | + 0:03 min             |
| 05.   | Damien Howson     | AUS    | Team BikeExchange-Jayco            | "                      |
| 06.   | Romain Bardet     | FRA    | Team DSM                           | "                      |
| 07.   | Jai Hindley       | AUS    | Bora-Hansgrohe                     | "                      |
| 08.   | Geoffrey Bouchard | FRA    | AG2R Citroën Team                  | "                      |
| 09.   | Jan Hirt          | CZE    | Intermarché-Wanty-Gobert Matériaux | "                      |
| 10.   | Pello Bilbao      | ESP    | Bahrain Victorious                 | "                      |

| Platz | Fahrer            | Nation | Team                  | Zeit       |
| ----- | ----------------- | ------ | --------------------- | ---------- |
| 01.   | Tadej Pogačar     | SLO    | UAE Team Emirates     | 14:02:34 h |
| 02.   | Filippo Ganna     | ITA    | Ineos Grenadiers      | + 0:02 min |
| 03.   | Alexander Wlassow | RUS    | Bora-Hansgrohe        | + 0:13 min |
| 04.   | Adam Yates        | GBR    | Ineos Grenadiers      | + 0:15 min |
| 05.   | Neilson Powless   | USA    | EF Education-EasyPost | + 0:23 min |
| 06.   | João Almeida      | POR    | UAE Team Emirates     | + 0:28 min |
| 07.   | Pello Bilbao      | ESP    | Bahrain Victorious    | + 0:35 min |
| 08.   | Óscar Rodríguez   | ESP    | Movistar Team         | + 0:38 min |
| 09.   | Ruben Guerreiro   | POR    | EF Education-EasyPost | + 0:40 min |
| 10.   | Geoffrey Bouchard | FRA    | AG2R Citroën Team     | + 0:41 min |

Etappe 5: Ra’s al-Chaima, Corniche – Al Marjan Islands (182 km)
Die fünfte Etappe startete in Ra’s al-Chaima und endete auf den künstlich angelegten Al Marjan Islands. Im Rahmen der Etappe wurden zwei Zwischensprints nahe dem Sheikh Khalifa Specialty Hospital und in Umm al-Qaiwain ausgetragen.
| Platz | Fahrer           | Nation | Team                | Zeit                   |
| ----- | ---------------- | ------ | ------------------- | ---------------------- |
| 01.   | Jasper Philipsen | BEL    | Alpecin-Fenix       | 4:17:05 h (42,47 km/h) |
| 02.   | Olav Kooij       | NED    | Jumbo-Visma         | "                      |
| 03.   | Sam Bennett      | IRL    | Bora-Hansgrohe      | "                      |
| 04.   | Matteo Malucelli | ITA    | Gazprom-RusVelo     | "                      |
| 05.   | Rudy Barbier     | FRA    | Israel-Premier Tech | "                      |
| 06.   | Elia Viviani     | ITA    | Ineos Grenadiers    | "                      |
| 07.   | Arnaud Démare    | FRA    | Groupama-FDJ        | "                      |
| 08.   | Alberto Dainese  | ITA    | Team DSM            | "                      |
| 09.   | Max Kanter       | GER    | Movistar Team       | "                      |
| 10.   | Marc Brustenga   | ESP    | Trek-Segafredo      | "                      |

| Platz | Fahrer            | Nation | Team                  | Zeit       |
| ----- | ----------------- | ------ | --------------------- | ---------- |
| 01.   | Tadej Pogačar     | SLO    | UAE Team Emirates     | 18:19:37 h |
| 02.   | Filippo Ganna     | ITA    | Ineos Grenadiers      | + 0:04 min |
| 03.   | Alexander Wlassow | RUS    | Bora-Hansgrohe        | + 0:14 min |
| 04.   | Adam Yates        | GBR    | Ineos Grenadiers      | + 0:17 min |
| 05.   | Neilson Powless   | USA    | EF Education-EasyPost | + 0:25 min |
| 06.   | João Almeida      | POR    | UAE Team Emirates     | + 0:30 min |
| 07.   | Pello Bilbao      | ESP    | Bahrain Victorious    | + 0:37 min |
| 08.   | Óscar Rodríguez   | ESP    | Movistar Team         | + 0:40 min |
| 09.   | Ruben Guerreiro   | POR    | EF Education-EasyPost | + 0:42 min |
| 10.   | Geoffrey Bouchard | FRA    | AG2R Citroën Team     | + 0:43 min |

Etappe 6: Dubai, Expo 2020 – Dubai, Expo 2020 (180 km)
Als Start und Ziel der sechsten Etappe diente der Hauptstandort der Expo 2020 in Dubai. Neben den zwei Zwischensprints bei der Dubai Silicon Oasis und auf der Palm Jumeirah wurden auch der Burj Khalifa und der Burj al Arab passiert.
| Platz | Fahrer             | Nation | Team                    | Zeit                   |
| ----- | ------------------ | ------ | ----------------------- | ---------------------- |
| 01.   | Mathias Vacek      | CZE    | Gazprom-RusVelo         | 3:58:10 h (45,34 km/h) |
| 02.   | Paul Lapeira       | FRA    | AG2R Citroën Team       | "                      |
| 03.   | Dmitri Strachow    | RUS    | Gazprom-RusVelo         | "                      |
| 04.   | Alessandro Tonelli | ITA    | Bardiani CSF Faizanè    | "                      |
| 05.   | Pawel Kotschetkow  | RUS    | Gazprom-RusVelo         | + 0:05 min             |
| 06.   | Jasper Philipsen   | BEL    | Alpecin-Fenix           | + 0:15 min             |
| 07.   | Dylan Groenewegen  | NED    | Team BikeExchange-Jayco | "                      |
| 08.   | Pascal Ackermann   | GER    | UAE Team Emirates       | "                      |
| 09.   | Rudy Barbier       | FRA    | Israel-Premier Tech     | "                      |
| 10.   | Jonathan Milan     | ITA    | Bahrain Victorious      | "                      |

| Platz | Fahrer            | Nation | Team                  | Zeit       |
| ----- | ----------------- | ------ | --------------------- | ---------- |
| 01.   | Tadej Pogačar     | SLO    | UAE Team Emirates     | 22:18:02 h |
| 02.   | Filippo Ganna     | ITA    | Ineos Grenadiers      | + 0:04 min |
| 03.   | Alexander Wlassow | RUS    | Bora-Hansgrohe        | + 0:14 min |
| 04.   | Adam Yates        | GBR    | Ineos Grenadiers      | + 0:17 min |
| 05.   | Neilson Powless   | USA    | EF Education-EasyPost | + 0:25 min |
| 06.   | João Almeida      | POR    | UAE Team Emirates     | + 0:30 min |
| 07.   | Pello Bilbao      | ESP    | Bahrain Victorious    | + 0:37 min |
| 08.   | Óscar Rodríguez   | ESP    | Movistar Team         | + 0:40 min |
| 09.   | Ruben Guerreiro   | POR    | EF Education-EasyPost | + 0:42 min |
| 10.   | Geoffrey Bouchard | FRA    | AG2R Citroën Team     | + 0:43 min |

Etappe 7: Al-Ain – Jebel Hafeet (148 km)
Die siebte und letzte Etappe startete ein Al-Ain und führte von dem Al Jahili Fort zunächst Richtung Norden, wo der erste Zwischensprint ausgetragen wurde. Nach dem zweiten Zwischensprint in Green Mubazzarah folgte der Schlussanstieg auf den Jebel Hafeet (1025 m).
| Platz | Fahrer            | Nation | Team               | Zeit                   |
| ----- | ----------------- | ------ | ------------------ | ---------------------- |
| 01.   | Tadej Pogačar     | SLO    | UAE Team Emirates  | 3:20:24 h (44,31 km/h) |
| 02.   | Adam Yates        | GBR    | Ineos Grenadiers   | + 0:01 min             |
| 03.   | Pello Bilbao      | ESP    | Bahrain Victorious | + 0:05 min             |
| 04.   | João Almeida      | POR    | UAE Team Emirates  | + 0:15 min             |
| 05.   | Luke Plapp        | AUS    | Ineos Grenadiers   | + 0:16 min             |
| 06.   | Carlos Verona     | ESP    | Movistar Team      | "                      |
| 07.   | Rafał Majka       | POL    | UAE Team Emirates  | "                      |
| 08.   | Alexander Wlassow | RUS    | Bora-Hansgrohe     | + 0:30 min             |
| 09.   | Geoffrey Bouchard | FRA    | AG2R Citroën Team  | + 0:53 min             |
| 10.   | Chris Harper      | AUS    | Jumbo-Visma        | "                      |

| Platz | Fahrer            | Nation | Team                  | Zeit                    |
| ----- | ----------------- | ------ | --------------------- | ----------------------- |
| 01.   | Tadej Pogačar     | SLO    | UAE Team Emirates     | 25:38:16 h (44,31 km/h) |
| 02.   | Adam Yates        | GBR    | Ineos Grenadiers      | + 0:22 min              |
| 03.   | Pello Bilbao      | ESP    | Bahrain Victorious    | + 0:48 min              |
| 04.   | Alexander Wlassow | RUS    | Bora-Hansgrohe        | + 0:54 min              |
| 05.   | João Almeida      | POR    | UAE Team Emirates     | + 0:55 min              |
| 06.   | Carlos Verona     | ESP    | Movistar Team         | + 1:17 min              |
| 07.   | Rafał Majka       | POL    | UAE Team Emirates     | + 1:24 min              |
| 08.   | Geoffrey Bouchard | FRA    | AG2R Citroën Team     | + 1:46 min              |
| 09.   | Romain Bardet     | FRA    | Team DSM              | "                       |
| 10.   | David de la Cruz  | ESP    | Astana Qazaqstan Team | + 1:58 min              |

## Wertungen im Verlauf
| Etappe         | Etappensieger    | Gesamtwertung    | Punktewertung    | Zwischsprintwertung | Nachwuchswertung | Teamwertung           |
| -------------- | ---------------- | ---------------- | ---------------- | ------------------- | ---------------- | --------------------- |
| 1              | Jasper Philipsen | Jasper Philipsen | Jasper Philipsen | Dmitri Strachow     | Jasper Philipsen | Bora-Hansgrohe        |
| 2              | Mark Cavendish   | Jasper Philipsen | Jasper Philipsen | Dmitri Strachow     | Jasper Philipsen | EF Education-EasyPost |
| 3              | Stefan Bissegger | Stefan Bissegger | Jasper Philipsen | Dmitri Strachow     | Stefan Bissegger | EF Education-EasyPost |
| 4              | Tadej Pogačar    | Tadej Pogačar    | Jasper Philipsen | Dmitri Strachow     | Tadej Pogačar    | UAE Team Emirates     |
| 5              | Jasper Philipsen | Tadej Pogačar    | Jasper Philipsen | Dmitri Strachow     | Tadej Pogačar    | UAE Team Emirates     |
| 6              | Mathias Vacek    | Tadej Pogačar    | Jasper Philipsen | Dmitri Strachow     | Tadej Pogačar    | UAE Team Emirates     |
| 7              | Tadej Pogačar    | Tadej Pogačar    | Jasper Philipsen | Dmitri Strachow     | Tadej Pogačar    | UAE Team Emirates     |
| Wertungssieger | Wertungssieger   | Tadej Pogačar    | Jasper Philipsen | Dimitri Strachow    | Tadej Pogačar    | UAE Team Emirates     |